# سرفل خراساني
سرفل خراساني (الاسم العلمي:Chaerophyllum khorossanicum) هو نوع من النباتات يتبع جنس السرفل من الفصيلة الخيمية.